# ステレオカメラ

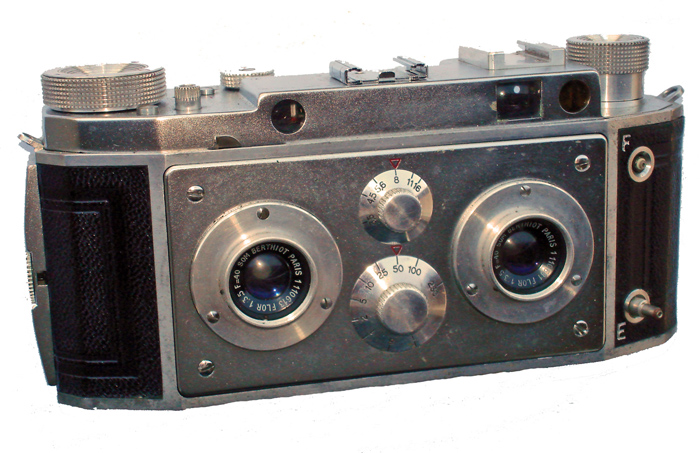
Vérascope 40

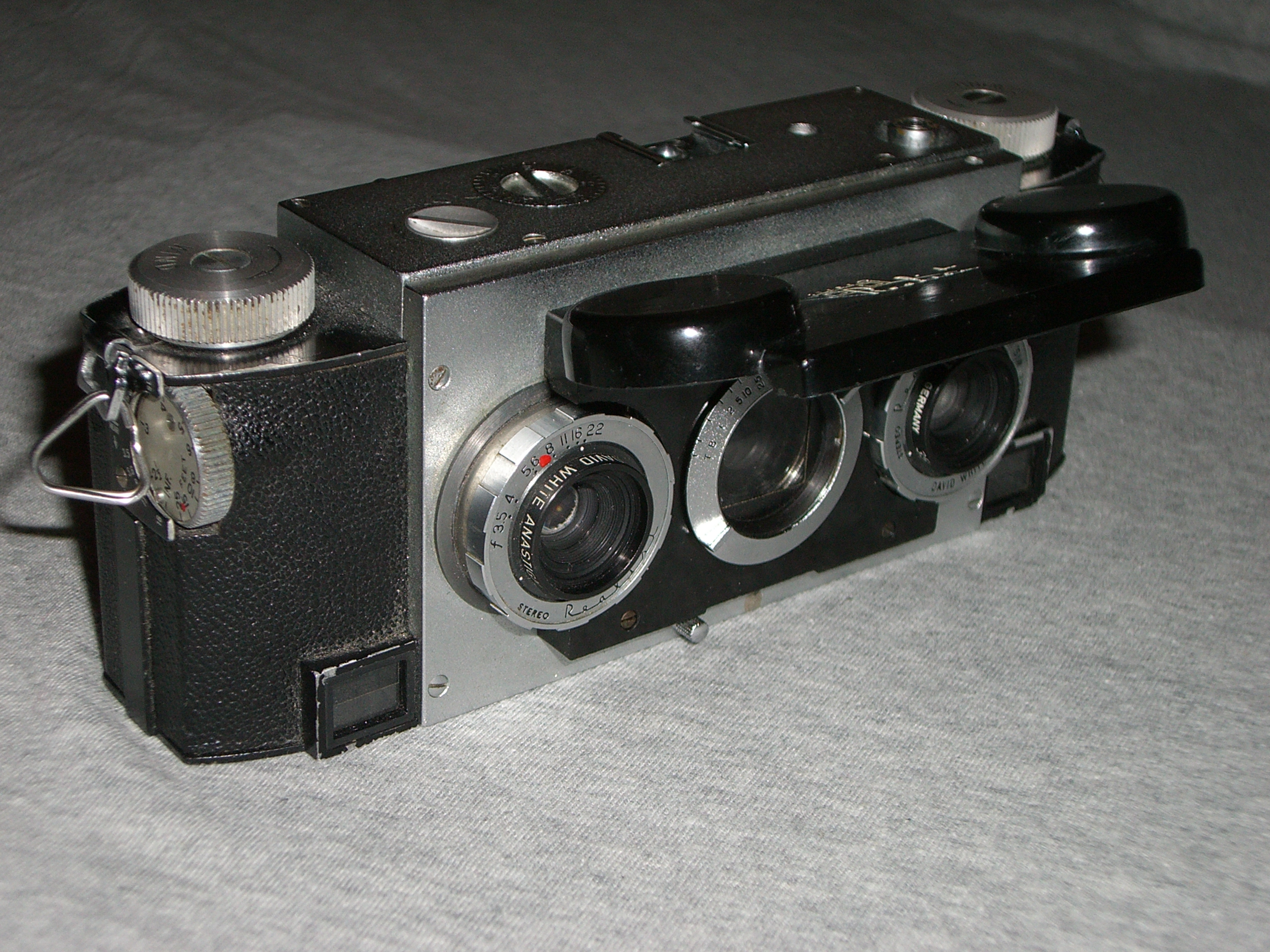
Stereo Realist

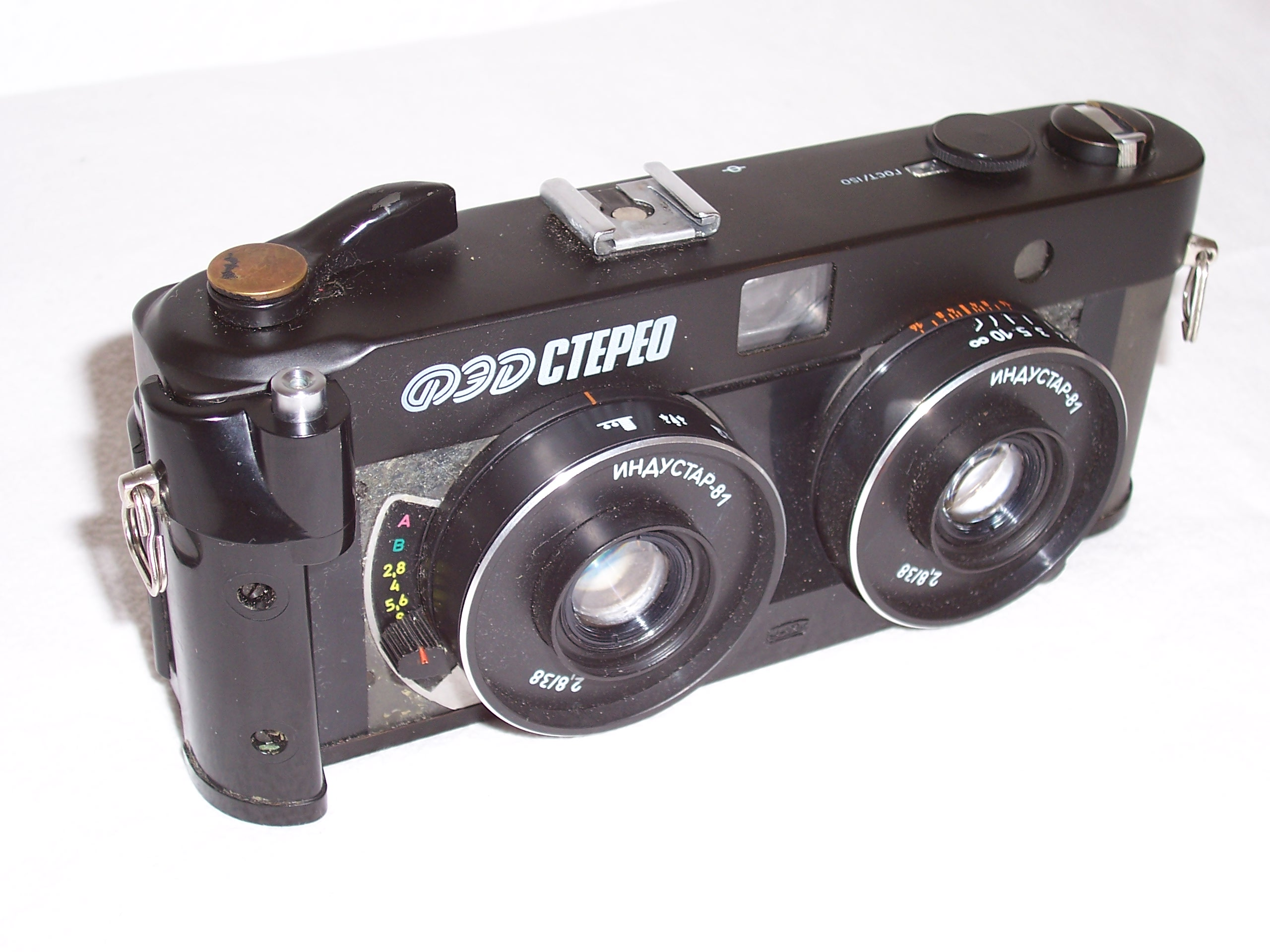
Fed stereo

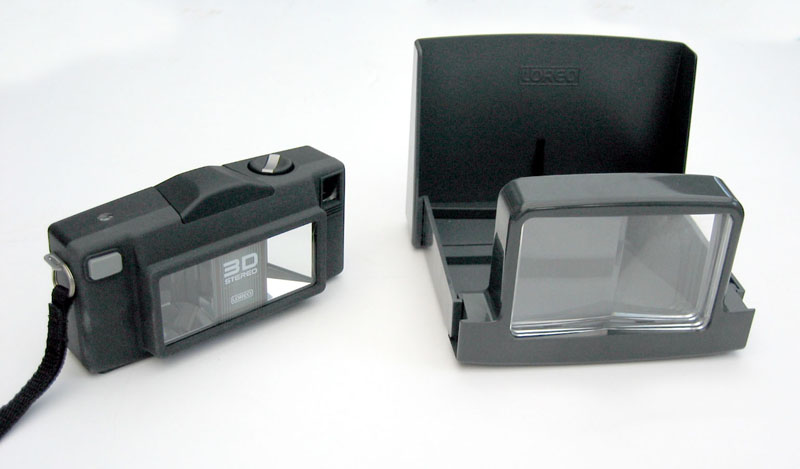
Loreo Stereo Camera

ステレオカメラ（英: stereo camera）とは、対象物を複数の異なる方向から同時に撮影することにより、その奥行き方向の情報も記録できるようにしたカメラのことである。
通常は、1台で両眼視差を再現し、立体的な空間把握のできる立体写真の撮影が可能になっているものをさす
また、通常のカメラのレンズに装着し、ステレオカメラと同じ効果を持つ写真を撮れるようにするアダプターも存在する。
現在では、機種、製造数共に最盛期に比べてはるかに少ない。
その特性から交通事故、労災事故の捜査などに威力を発揮する。

## 構造
基本的には、2台分以上のカメラのレンズ機構とシャッター機構を1台にしたものと考えて差し支えない。
1つの筐体に複数（通常は2つ）のレンズが一定の間隔に並んでいることで微妙に異なるアングルの両眼視差が再現され、一回の撮影操作で複数のシャッター機構を同時に制御することにより、動きのある被写体であっても撮影を可能にする。
1台のカメラで複数枚撮影することから、フィルム送りにおいてコマが重複する問題が発生するため、次に掲げるようなフレーム規格が考案された。

## 代表的なフレームの仕様
ステレオカメラは、通常のカメラと違い、1台のカメラで複数枚同時に撮影することから、フィルム送り、操作性などを鑑みていくつかの大きさのフレーム規格が考案された。代表的なものとして次のようなものが挙げられる。
35mmフィルム
- リアリスト・サイズ

フレームサイズが24mm×23mmのほぼ正方形のもの。ステレオ・ペアのフレームの間を2コマ分とし、2コマずつフィルムを送ることで無理なく無駄なくフィルムを使えるようになっている。
主に紙で出来たマウントの外形は41mm×101mm
- ヨーロピアン・サイズ

フレームサイズが24mm×30mmの横に長い長方形のもの。ステレオ・ペアのフレームの間が1コマ分なので、フィルム送りは、1コマ、3コマ、1コマ、3コマというように送る。
主に紙で出来たマウントの外形は41mm×101mm
- ハーフフレーム・サイズ

フレームサイズが18mm×24mmの縦に長い長方形のもの。通常のカメラにステレオ撮影用のアダプターを装着して撮影した場合は、通常このサイズである。通常のカメラのフレームサイズを2分割してステレオ・ペアを撮影するため、1本のフィルムで撮影できる枚数は通常の撮影時と変わらない。
主に紙焼きしてから鑑賞することが多い。
- ビューマスター・サイズ

フレームサイズが12mm×13mmの横に長い長方形のもの。直接このサイズで撮影することができるカメラも存在するが、自作よりも専門の業者が製造したリールを購入売ることが多い規格である。その場合は全く別のサイズのフィルムを使って撮影してから、12mm×13mmのサイズになるようにデュープを行う。
主に紙で出来たマウント(リール)の外形は直径9cm
ガラス乾板
ガラス乾板の場合はフィルムのように切断は困難なので、マウント作業は行わずガラス乾板をそのままビューアーに挿入して鑑賞する。
- 4.5×10.7cm判
- 6×13cm判

120フィルム・ブローニーフィルム
- 6×６cm判

ガラス乾板の6×13cm判から発展して出来た規格で、三眼レフ形式のステレオカメラから派生した二眼レフの6×６cm判の規格の元となった

## 立体写真として見るために必要な処理
印画紙に現像した写真を裸眼立体視する方法もあるが、ビュワーと呼ばれる器具を使用することで立体視が容易になる。
ビュワーは製造上の理由から、平行法によるものがほとんどであり、次のようなものがある。
- 印画紙に現像した写真を差し込む、または置いて、光を反射させて見るもの。
- リバーサルフィルムで撮影して現像した後、専用のマウントにはさむ等の加工を施したものを差し込み、光を透過させて見るもの。このタイプには、光源が内蔵されたものもある。

見やすさ及び迫力の点では、光を透過させて見るものの方が優れている。また、専用のマウントのうち、リアリスト・サイズ、ヨーロピアン・サイズについては、アメリカで安価に入手可能である。
また、見る方向によって絵が変わるレンチキュラー処理を用いた立体写真もある。

## 主な製品

### ステレオカメラ

#### Stereo Realist
生産国：アメリカ
フレームサイズ：リアリスト・サイズ
フィルム：35mmフィルム
特徴：最初にリアリスト・サイズのフレームを採用したステレオカメラ。跳ね上げ式のレンズカバーが外見上の特徴である。ファインダー及びシャッターボタンの位置が普通のカメラと違っている他、シャッタースピードの設定に「タイム(T)」がある。製造時期によってシャッタースピードの設定範囲や、レンズのメーカーや明るさなどが違っていることがある。既に製造されていないが、12万５千台とステレオカメラとしては大量に製造されたため、中古市場に安価かつ多量に出回っている。

#### Fed stereo
生産国：ウクライナ(旧ソ連)
フレームサイズ：ヨーロピアン・サイズ
フィルム：35mmフィルム
特徴：ボタン電池を使った自動露出機能を持つステレオカメラ。距離設定は目測。

#### TDC Stereo Vivid
生産国：アメリカ
フレームサイズ：リアリスト・サイズ
フィルム：35mmフィルム
特徴：絞り、シャッタースピード、距離調節のダイヤルが全て上面に置かれ、表示の数字も大きく、見やすくかつ使いやすい構造になっている。製造当時は、明るさを測定する露出計が普及していなかったため、天候、フィルム感度、季節並びに対象物の明度(黒いか白いか)を合わせると、機械的に絞りとシャッタースピードの組み合わせが決まる機構を持っている。絞りにあわせて被写界深度が表示される機構も持っており、優れた設計と使いやすさを持つ逸品である。

#### SPUTNIK
生産国：旧ソ連
フレームサイズ：60×60mm
フィルム：120ロールフィルム
特徴：ファインダーは二眼レフカメラのファインダーと同じ構造になっている。そのため、撮影用の一対のレンズとファインダー用のレンズと計3つのレンズが正面にある。

#### Loreo Stereo Camera
生産国：中国
フレームサイズ：ハーフフレーム・サイズ
フィルム：35mmフィルム
特徴：視差のある一対の縦長ハーフサイズのフレームを撮影するコンパクトカメラ。2D、3D撮影を切り替えられる機種もある。現行品として購入可能。

#### Horseman 3D
生産国：日本
フレームサイズ：ヨーロッパ・サイズ
フィルム：35mmフィルム
特徴：2006年8月21日に発売されたステレオカメラ。2つのレンズの間隔（基線長）を従来のステレオカメラより短くし、これまではレンズごとに独立して付いていたシャッター機構を、1つのシャッター機構で2枚同時に撮影できるようにしてシャッター動作に時間差が生じることを解消するとともに、超高速度シャッタースピードにも対応できるようにした。基線長を短くすることで先ほどの機能を達成したことから、24mm×32mmのフレームを2枚並べる形で撮影する。価格はおよそ60万円。

#### Stereo Leader
生産国：日本
フレームサイズ：リアリスト・サイズ
フィルム：35mmフィルム
特徴：レバーにより、ステレオ写真と通常の写真に切り替えられる。このためか、フィルム送りは1コマずつで、ステレオ写真を撮るときはフィルム送りに注意が必要。二重露光防止機構はなく、シャッター・チャージも手動。多くのリアリスト・サイズカメラのレンズの焦点距離は35mmであるのに対し、本カメラは45mmである。絞り、距離、シャッタースピードの目盛は上から見やすい設計になっている。

#### Stereo Graphic
生産国：アメリカ
フレームサイズ：リアリスト・サイズ
フィルム：35mmフィルム
特徴：2つのレンズのうち、ひとつはピントを遠景にあわせた固定焦点、もうひとつはピントを近景に合わせた固定焦点。シャッタースピードは1/50秒とバルブのみ。絞りは、4、5.8、8、11、16のみ。絞りを選ぶだけで撮影する、最低限の機能に絞った軽量のステレオカメラである。

#### NIMSLO
生産国：返還前の香港
フレームサイズ：ハーフフレーム・サイズ
フィルム：35mmフィルム
特徴：縦長のハーフサイズのフレームを同時に4枚撮影する、レンチキュラープリント用のカメラである。固定焦点、ボタン電池を使った自動露出。専門の会社に依頼し、縦長のレンチキュラープリントにしてもらう。レンチキュラープリントなので、ビュワーが不要であるが、プリント代は通常プリントに比べてかなり高い。

#### NISHIKA
生産国：香港
フレームサイズ：ハーフフレーム・サイズ
フィルム：35mmフィルム
特徴：縦長のハーフサイズのフレームを同時に4枚撮影する、レンチキュラープリント用のカメラ。外観は一眼レフのAFカメラのようだが、固定焦点であり、露出は、お天気マークで設定する。専門の会社に依頼し、縦長のレンチキュラープリントを得る。

#### View-Master Personal
生産国：アメリカ
フレームサイズ：特殊
フィルム：35mmフィルム
特徴：本品は、立体写真が円形のマウントに搭載されたビューマスター（en:View-Master）用のメディアを個人で作るために、1950年代に発売されたカメラである（現在生産されていない）。View-Masterのフレームは小さいため、35ミリフィルムに上段と下段と往復で撮影する機構を持っている。設計がTDC Stereo Vividと同じゴードン・スミスなので、TDC Stereo Vivid同様、絞り、シャッタースピードのダイヤルが上面にあり、また簡単に露出を決められる機構を持っていて見やすく、使いやすい。現像済みのフィルムから専用のカッターで各フレームを切り出し、専用のマウントにマウントするが、カットしたフィルムを差し込む方式の専用マウントは現在は大規模には生産されておらず、主に専用マウントのデッドストックが高額で出回っている。2006年に貼り合わせ式のマウントが発売された。

#### 撮りっきりコニカ3D
生産国：日本
フレームサイズ：特殊
フィルム：35mmフィルム
特徴：1994年頃から2000年頃まで販売。縦長のフレームを同時に3枚撮影する、レンチキュラープリント用の16枚撮り使いきりカメラ。固定焦点、フラッシュ内蔵。系列のラボに依頼し、縦長のレンチキュラープリントを得る。

#### Kodakスナップキッズ3D
生産国：不明
フレームサイズ：特殊
フィルム：35mmフィルム
特徴：1994年頃から2000年頃まで販売。縦長のフレームを同時に3枚撮影する、レンチキュラープリント用の16枚撮り使いきりカメラ。固定焦点、フラッシュ内蔵。系列のラボに依頼し、縦長のレンチキュラープリントを得る。

#### FinePix REAL 3D W1
生産国：日本
撮像素子：1/2.3インチCCD
特徴：富士フイルムが2009年8月8日に発売したステレオデジタルカメラ。レンズと撮像素子が2組あり、基本的にはフィルム時代のステレオカメラをデジタル化したものと考えてよい。レンズは35mmフィルムカメラ換算で39～149mm相当の3倍ズームで、動画でのステレオ撮影も可能。内蔵された液晶ディスプレイで裸眼での立体表示が可能であるほか、同様の外部液晶ディスプレイが併売される。レンチキュラー仕上げでの印画紙出力サービスも提供されている。
2010年9月4日には、3Dテレビに対応した高画質の16:9のフレームでも撮影でき、W1より液晶ディスプレイが大きく16：9のフレームとなったFinePix REAL 3D W3が発売されたが生産中止となり後継機の発表もない。

#### SONY MHS-FS3 “Bloggie 3D”
撮像素子：1/4型“Exmor”CMOS
特徴：ソニーが2011年1月13日に発表、4月22日に発売した2眼モバイルHDスナップカメラ。3D/2Dの静止画/動画の撮影に対応。2D撮影時には35mmフィルムカメラ換算で47mm相当の4倍ズームに対応。3D撮影時にはズーム不可。視差バリア方式の液晶ディスプレイを搭載する他、HDMIミニ端子から3D対応テレビに接続し3D映像を表示できる。生産終了。

#### LUMIX DMC-3D1
撮像素子：1/2.3インチMOS
特徴：パナソニックが2012年2月16日に発売したステレオデジタルカメラ。35mmフィルムカメラ換算で25-100mm相当の4倍ズームレンズと撮像素子を2組搭載。生産終了

### ステレオアダプター

#### PENTAX ステレオアダプター

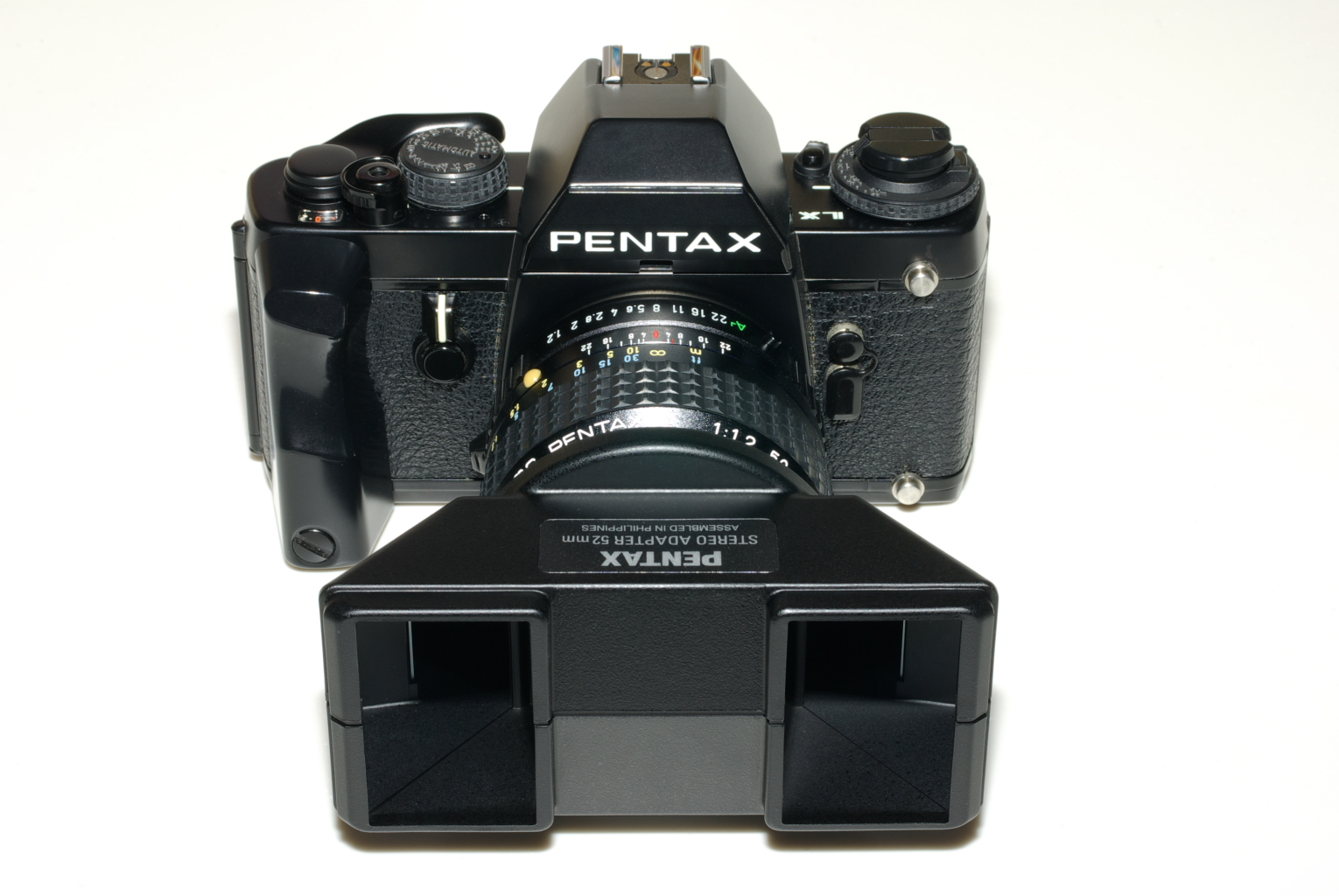
PENTAX LXに装着したPENTAXステレオアダプター

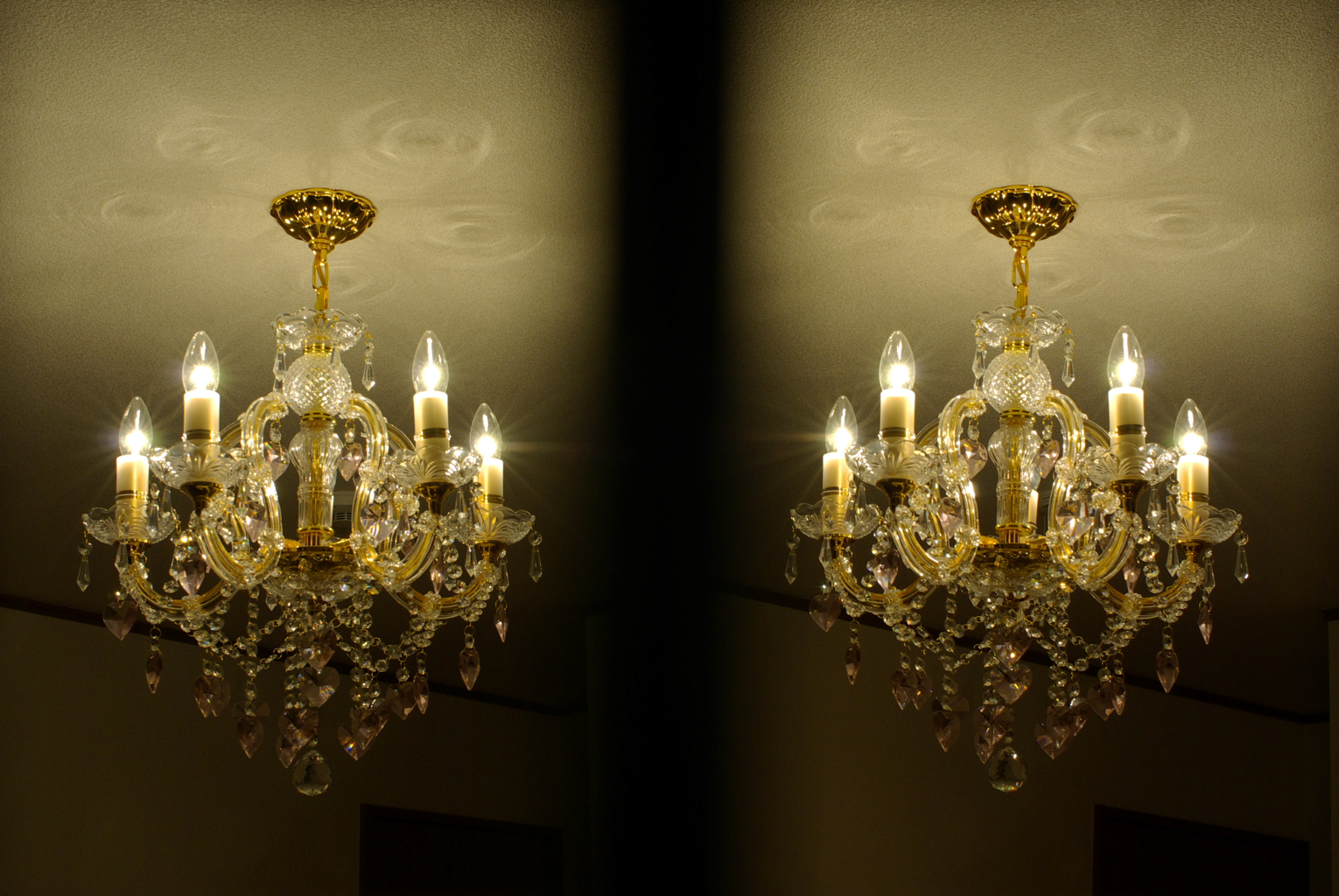
PENTAXステレオアダプターによる撮影例。PENTAX K10Dによる。

生産国：フィリピン
フレームサイズ：ハーフフレーム・サイズ
特徴：I型・モデルチェンジしたⅡ型・表記ステッカーが変更されたDセットが存在した。(いずれも販売終了)
一眼レフカメラに取り付け、視差のある一対の縦長ハーフサイズのフレームを撮影する。フルサイズのサービスサイズにプリントすれば、平行法で裸眼立体視できる。プリント用のビュワーを使えば、容易に立体視できる。以前はスライド用のビュワーも販売されていた。

#### Loreo Stereo Lens-In-A-Cap
生産国：不明
フレームサイズ：ハーフフレーム・サイズ
特徴：PENTAX ステレオアダプター同様、一眼レフカメラに取り付け、視差のある一対の縦長ハーフサイズのフレームを撮影する。アメリカで現行品として購入可能。

#### フジカラー販売 立体写真アダプター
生産国：日本
フレームサイズ：ハーフフレーム・サイズ
特徴：富士フイルム製使いきりカメラに取り付け、視差のある一対の縦長ハーフサイズのフレームを撮影する。ビューアー付き。1993年発売、現在販売終了。

#### Tri-Delta
生産国：不明
フレームサイズ：ハーフフレーム・サイズ(横長)
特徴：ミラー及びプリズムを使ってイメージを90度回転させ、横長のフレームの立体写真が撮れる。リバーサルフィルムで撮影し、フルフレームサイズのマウントにマウントしたものを、プリズムを使った専用のビュワーで見る。カメラのレンズに周辺部の歪みがあったとしても、左右のイメージの下部に同じように歪みが生じるので、立体視には問題は起こらない。ユニークな製品であったが、市場で見ることは少ない。

#### パナソニック LUMIX G 12.5mm/F12
特徴：マイクロフォーサーズ規格の交換レンズ。パナソニック・オリンパスの対応ボディに装着することで立体写真を撮影可能。